# Навбахор (Кубодиёнский район)
Навбахор (тадж. Навбаҳор; до 2013 года – Фрунзе) — село в Хатлонской области Республики Таджикистан. 
Входит в состав джамоата (сельской общины) 20-летия Независимости (20-солагии Истиклолият) Кубодиёнского района.
Находится на расстоянии 5 км от центра джамоата (село Докки) и 10 км от центра района (пгт. Кубодиён).
Население — 3000 чел. (2017).